# Francisco Isidoro Resquin

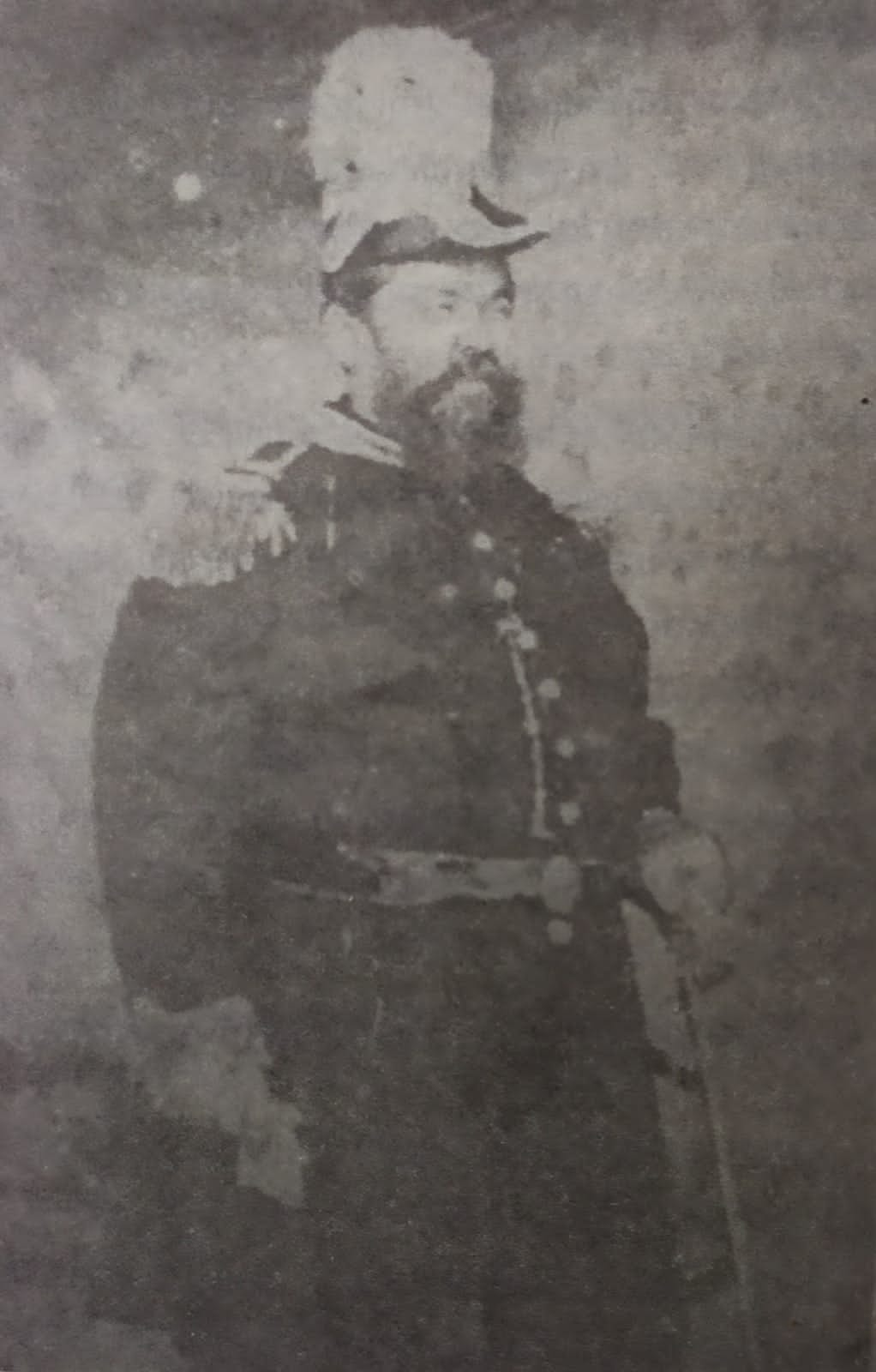
General de Divisão D. Isidoro Resquín, comandante em chefe da esquerda paraguaia na batalha de Tuyuty.

Francisco Isidoro Resquin foi um General do Exército do Paraguai, tendo atuado na Guerra do Paraguai, onde se destacou na Batalha de Tuiuti.
Finda a guerra, ficou prisioneiro no Brasil e uma vez libertado, voltou ao seu país e organizou a pedido do então presidente Juan Bautista Gill o novo exército paraguaio. Francisco Isidoro foi o único general da guerra que escreveu sobre o conflito, tendo escrito a obra "Datos Históricos de la guerra del Paraguay contra a triple alianza", e é lembrado por ter impedido que seus soldados tomassem a espada das mãos do tenente Antônio João na tomada de Dourados.